# Carnaval de Carúpano
Los Carnavales de Carúpano es uno de los carnavales más famosos de Venezuela por lo que ha sido reconocido (conjuntamente con el Carnaval de El Callao), como evento de Interés Turístico Regional y declarado por el Instituto de Patrimonio Cultural de Venezuela como evento de Interés Turístico Nacional en marzo de 2014. Los carnavales de la ciudad costera de Carúpano, al norte del Estado Sucre entre las penínsulas de Paria y Araya, se celebran entre febrero y marzo, según el año, cuarenta días antes de la Pascua. Durante cuatro días se combinan diversos elementos festivos como disfraces, desfiles, carrozas y fiestas en la calle con bandas y gente bailando libremente.

## Historia
Las fiestas de carnaval en Carúpano y el Estado Sucre se remonta a festividades en preparación para la Semana Santa desde al menos 1873, durante la presidencia de Antonio Guzmán Blanco. Las fiestas se caracterizaban principalmente por comparsas y otras agrupaciones carnavalescas y danzas de disfraces. Al pasar los años y especialmente al girar el siglo XX, el carnaval, tal como ocurría en el resto del país, constaba simplemente de juegos y combates de agua. En los años 1920 era costumbre ver en la semana del carnaval un desfile de vehículos disfrazados cuyos ocupantes repartían caramelos durante un desfile por el centro del pueblo. 
Los carnavales de Carúpano se originaron formalmente a mediados de los años 1950 para divergir de las tradicionales guerras de agua. Se eligió una reina para el carnaval, costumbre que persiste hasta la fecha. Sin embargo, las fiestas no pasaban de celebraciones en la calle aisladas entre una comunidad y la siguiente. El carnaval de 1964, bajo la iniciativa del Club de Leones de Carúpano, fue organizado por la "Junta Pro-Dignificación del Carnaval de Carúpano", que se encargó de centralizar a los carnavales a nivel de comunidades organizadas con extensión regional y publicidad nacional. La celebración de los carnavales de Carúpano se cuenta desde esa última fecha, cumpliendo su 50 aniversario en 2014. En 1965 se comenzó a emplear la planificación por parte de Humberto Angrisano, cuyos detalles persisten hasta el presente. Angrisano es por ello considerado el «padre del Carnaval de Carúpano».

## Organización
La preparación anual del Carnaval de Carúpano comienza varias semanas previas a febrero o marzo con el llamado "Grito de Carnaval", usualmente poco después del año nuevo. Esta primera etapa reúne al comité organizador que concluye sus preparativos con la elección de la "mini-reina del Carnaval", el sábado antes del fin de semana del carnaval. La elección de la mini-reina va acompañada de actividades costeñas y folclóricas y continúa con los preparativos físicos y decorativos de la ciudad y de las carrozas durante la semana subsiguiente hasta la fecha de la elección de la reina que se efectúa el viernes de Carnaval. La última etapa del carnaval es la celebración continua desde el viernes hasta el martes de Carnaval. Ese último día cierra el carnaval con juegos pirotécnicos en el cerro "El Fortín".

## Grito del Carnaval
La planificación del Carnaval de Carúpano comienza con un desfile en la primera quincena del mes de enero o febrero, conocido como el "Grito del Carnaval". Aun cuando no hay un grito unísono como tal, la cantidad de música, bandas y conciertos de ese día son de tal magnitud que al conjunto de celebraciones se le llama "Grito" del Carnaval de Carúpano. El desfile presenta a las niñas "mini-reinas" del año anterior, así como la reina saliente del pasado carnaval. Las candidatas y mini-candidatas del nuevo año también desfilan ese día. Acompañando a las niñas y señoritas perfilan otras carrozas y comparsas por alguna vía principal de la ciudad. El desfile termina con un concierto que reúne a varios artistas locales y nacionales.

## Elección de la Mini-Reina
La siguiente caravana en la programación del Carnaval de Carúpano es la que acompaña a las niñas candidatas al reinado infantil. La elección de la mini-reina del carnaval y su caravana ocurre el sábado, una semana antes a la fecha del carnaval propiamente dicho. Es costumbre que cada parroquia de Carúpano elija su mini-reina, cada una con un representativo traje de gala en conjunto con escenarios alusivos a fantasías, cuentos y mitologías. La caravana oficial de las candidatas a mini-reina del carnaval suele hacer un recorrido por las calles principales de Carúpano. Por ejemplo, en 2013 la caravana comenzó su recorrido desde el parque karupana y terminó en el Carnavalódromo Don Humberto Angrisano, frente al Templo Masónico de Carúpano.

## Desfiles
La semana previa al inicio del carnaval suele estar caracterizado por amplia propaganda y un desfile escolar con bandas, comparsas y carrozas, usualmente en los alrededores de la plaza Bolívar de Carúpano. Esa semana también presenta un desfile de vehículos antiguos, usualmente en la calle Juncal, conocida como el "Carnavalódromo". La concha Acústica Don Luis Mariano Rivera es un punto popular de actividades folclóricas y culturales antes del inicio del carnaval propio, por ejemplo, es en la concha acústica donde se hacen concursos de disfraces y la elección y coronación de "las muchachonas" del carnaval.

## El Diablo Luis
Muy referente a la fratenidad de diablos, como en el caso principal de los diablos danzantes de Yare, los carnavales de Carúpano conlleva el personaje clásico de los diablos danzantes. El más famoso en Carúpano es el «Diablo Luis», llamado también «el primero». El nombre hace referencia al creador del personaje el cumanés Luis del Valle Hurtado, que tuvo sus inicios en los carnavales de la ciudad de Cumaná. El sujeto que lo representa lleva pintado su cuerpo de negro y sostiene en la boca una esponja con líquido rojo. Se le adhieren alas de cartón pintado de negro y rojo sobre la espalda y sostiene también un tridente con el que suele puyar a las personas que les pasa por delante, mientras que este les pide a los transeúntes una colaboración monetaria. Le acompaña en sus procesiones un joven con traje de las etnias indígenas, ambos danzando bajo el ritmo de tambor. Hurtado fue condecorado con la distinción de Patrimonio Cultural Viviente en 1994.

## Cincuenta aniversario
El 28 de febrero de 2014, el ministro venezolano de turismo en representación del Instituto de Patrimonio Cultural visitó Carúpano para entregar la condecoración de Bien de Interés Cultural Nacional a los eventos del Carnaval de Carúpano. El reconocimiento fue precedido por el tradicional desfile de comparsas escolares. Sin embargo, las manifestaciones en Venezuela de 2014 se extendieron hasta los días de carnaval. Una docena de municipios donde las fiestas de carnaval se llevan a efecto cada año suspendieron el carnaval. Carúpano procedió con sus celebraciones del carnaval aunque varios eventos fueron suspendidos. La reina saliente Mildred Vanessa Rodríguez no asistió al acto de coronación de su sucesora denunciando que la junta organizadora del carnaval de esa ciudad incumplió con el apoyo a las protestas del país debido a su posición política. Dijo Rodríguez que prefería no participar en las celebraciones y se sumó a las protestas de calle que se organizaron en Carúpano. Los cantantes Oscarcito y Silvestre Dangond también cancelaron sus espectáculos planificados para el carnaval en 2014 por la situación crítica del país.

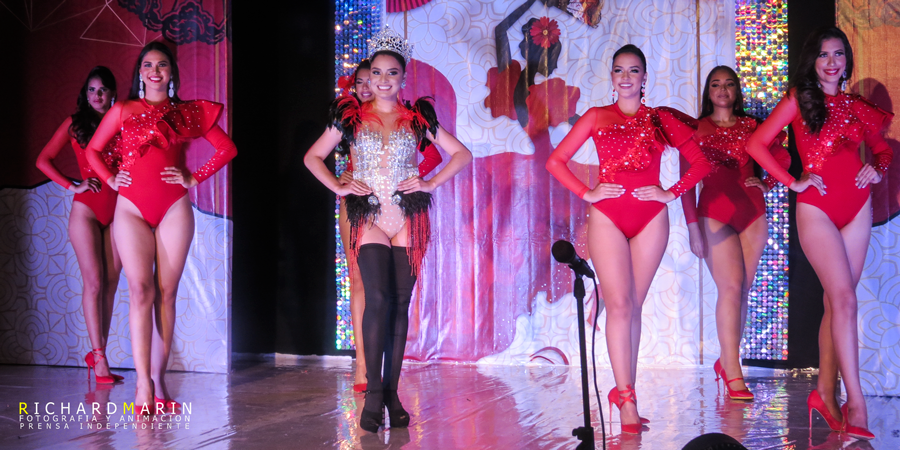
Carnavales 2022 presentación a la prensa